# David Vidal
Pour les articles homonymes, voir Vidal.
David Vidal Tomé, né le 2 août 1950 à Portosín (province de La Corogne, Espagne), est un entraîneur espagnol de football.

## Biographie

### Joueur
Il évolue au poste de défenseur central en deuxième division avec les clubs du Deportivo La Corogne et du Cadix CF.
Le bilan de sa carrière de joueur s'élève à 15 matchs joués en deuxième division, pour deux buts marqués.

### Entraîneur
En 1982, il commence sa carrière d'entraîneur avec les juniors de Cadix. Il entraîne ensuite l'équipe première du club andalou à deux reprises entre 1986 et 1990, alors que le club évolue en première division.
De 1990 à 1994, il entraîne le CD Logroñés en première division. Il dirige ensuite les joueurs du Rayo Vallecano, club avec lequel il connaît une relégation en deuxième division.
Vidal entraîne ensuite plusieurs clubs de deuxième division : le Villarreal CF, l'Hércules d'Alicante, la SD Compostela, et le Real Murcie (2001-2003, promotion en D1). Il dirige ensuite, toujours en D2, l'UD Las Palmas, l'UE Lleida, l'Elche CF (2006-2008), et l'Albacete Balompié.
Il entraîne ensuite des clubs de troisième division, le CD Guadalajara et Lorca (2017) avec qui il monte en D2.